# 国家地方警察埼玉県本部
国家地方警察埼玉県本部（こっかちほうけいさつさいたまけんほんぶ）は、旧警察法時代に存在した埼玉県の都道府県国家地方警察で、自治体警察を設けない地域を管轄区域とする。また国家地方警察東京警察管区本部の行政管理を受ける。
1954年（昭和29年）の新警察法の公布により廃止され、新たに都道府県警察として埼玉県警察が発足した。

## 組織
1952年（昭和27年）8月26日時点
- 総務部
  - 秘書企画課、会計課
- 警務部 　 
  - 人事装備課、教養課
- 刑事部 　 
  - 捜査第一課、捜査第二課、鑑識課、防犯統計課
- 警備部 　 
  - 警備課、警ら交通課、統制室
- 国家地方警察埼玉県機動隊

## 地区警察署
1951年（昭和26年）10月1日時点
- 浦和地区警察署
- 大宮地区警察署
- 鴻巣地区警察署
- 川越地区警察署
- 所沢地区警察署
- 飯能地区警察署
- 松山地区警察署
- 小川地区警察署
- 秩父地区警察署
- 本庄地区警察署
- 熊谷地区警察署
- 深谷地区警察署
- 羽生地区警察署
- 加須地区警察署
- 岩槻地区警察署
- 越ヶ谷地区警察署
- 久喜地区警察署
- 杉戸地区警察署
- 蕨地区警察署
- 朝霞地区警察署
- 草加地区警察署
- 与野地区警察署
- 狭山地区警察署
- 越生地区警察署
- 小鹿野地区警察署
- 児玉地区警察署
- 寄居地区警察署
- 春日部地区警察署
- 幸手地区警察署
- 吉川地区警察署

## 県内の自治体警察
- 浦和市警察
- 大宮市警察
- 川越市警察
- 熊谷市警察
- 川口市警察
- 行田市警察
- 所沢市警察